# Leonardo Villalobos
José Leonardo Villalobos Alvarado (Maracaibo; 7 de septiembre de 1970), más conocido como Leonardo Villalobos, es un presentador de televisión, actor, locutor, escritor de teatro, director y productor venezolano. Es sobrino del recordado primer actor Daniel Alvarado.
Se hizo conocido por ser el conductor del programa matutino Portada's conjuntamente con Chiquinquirá Delgado, Francisco León, Mariangel Ruiz y Zoraya Villarreal; y del cuarto periodo del recordado programa de Venevisión, Súper sábado sensacional. 
Actualmente se desempeña como Gerente de Producción del Grupo Telemicro en República Dominicana. En 2012 contrajo nupcias con la modelo y periodista venezolana Yomily Corredor.

## Biografía
Se graduó como Licenciado en Comunicación Social en la Universidad Católica Cecilio Acosta. Además, estudió cinco años Artes Escénicas en la Academia Inés Laredo, donde se formó como actor, director y dramaturgo. 
Comenzó su carrera en su natal Maracaibo a los 16 años de edad dedicándose desde muy joven a la actividad teatral. En 1990 se trasladó a Caracas, donde escribió obras como Urgente busco un hombre, Aquí no han matado a nadie, Preñadas, La Declaración y Diferentes. Además, actuó en A Todo Corazón y Mujercitas de la productora Laura Visconti. Siguiendo con la locución, durante 10 años se desempeñó como productor asociado y locutor en el circuito FM CENTER Estrella 96.3 FM
En el año 2003 entra al canal de televisión Venevisión para trabajar en diversas producciones, como presentador de programas como La Lotería del Zulia y Portada's, luego condujo El Poder de Ganar, versión venezolana de la franquicia de Sony, Kino Táchira; y finalmente se consagró como conductor del cuarto período del exitoso y recordado programa Súper sábado sensacional, tras la salida del también conductor Daniel Sarcos. 
Además, desde el año 2010 ha conducido programas como la Gala de la Belleza y desde el 2011 es el responsable de animar el certamen de belleza Miss Venezuela. En el año 2018 es contratado por la multinacional Alton River como asesor de producción y realizador para desarrollar la versión dominicana del conocido reality show de cocina MasterChef.

## Carrera artística

### Portada's
En el año 2005, Leonardo Villalobos ingresa a Venevisión para ser uno de los animadores del programa matutino Portada's, fue uno de los animadores fijos del programa durante 7 años hasta finales del año 2009, ya que se convirtió en el nuevo animador del programa Super Sábado Sensacional.

### El Poder de Ganar
En el año 2008 se convierte en el animador del programa de concursos El Poder de Ganar, que fue transmitido a partir del jueves 18 de septiembre de 2008 a las 8 de la noche por Venevisión y que actualmente no se transmite desde el año 2009.

### Super Sábado Sensacional
A partir del sábado 13 de febrero de 2010, Leonardo Villalobos es el encargado de la conducción del programa sabatino Super Sábado Sensacional de Venevisión debido a la salida de Daniel Sarcos del programa en diciembre de 2009.
Hasta el año 2013 condujo el juego de lotería Kino Táchira(7 años)con la ex miss, modelo y actriz venezolana Mariangel Ruiz. Programa transmitido los domingos a las 10 de la noche por Venevisión. 
El 12 de julio de 2016 se confirma que el animador se ausentaría temporalmente del canal y el programa por 8 meses, desde el 1 de agosto, esto por compromisos en República Dominicana. Como aclaratoria el canal dijo que no repercutirá en su animación del Miss Venezuela 2016.

### Miss Venezuela
El sábado 15 de octubre de 2011 se convirtió en el nuevo animador principal del certamen de belleza Miss Venezuela, siendo sucesor de Daniel Sarcos. El jueves 30 de agosto de 2012 condujo de nuevo el Miss Venezuela conjuntamente con la animación especial de Eglantina Zingg e Ismael Cala, y la animadora principal sería Mariangel Ruiz, quien lo acompañaría desde este certamen hasta la actualidad.

### Salida a República Dominicana
El 10 de mayo de 2016 fue anunciada su entrada a Telemicro, canal de República Dominicana, para la nueva temporada del programa sabatino Sábado Extraordinario como presentador principal, junto a Hony Estrella, Beba Rojas y Brea Frank. Esta temporada se estrenó el 28 de mayo por Telemicro. Entre 2020 y 2021se desempeñó como productor de El Reperpero.

### Regreso a la televisión venezolana
EL 4 de junio de 2022 llega a San Cristóbal para ser presentado como la nueva imagen y moderador del sorteo "EL ANDINITO", juego líder de Lotería del Táchira transmitido en la TV nacional. En 2023 condujo El Show del mediodía en La Tele Tuya, sin embargo el programa cesó su rol en dicho programa un año más tarde. Desde septiembre de 2024 presenta el programa de competencia gastronómica, Estrellas de la cocina de Televen.

## Filmografía
Participó en la película Sangrador. Fue presentador del Kino Táchira en el mismo canal hasta el año 2013. En este mismo, estrenó con éxito su obra teatral Diferentes, donde actuó junto a Rafael "El Pollo" Brito, Betty Hass, Nelly Pujols, Jossue Gil y Yomily Corredor, bajo la dirección de Ana María Simón.
| Año              | Título                   | Cadena     | Rol/Papel           | Notas               |
| ---------------- | ------------------------ | ---------- | ------------------- | ------------------- |
| 1991             | Bellísima                | Venevisión |                     |                     |
| 1992             | La dulce tía             | Venevisión |                     |                     |
| 1995             | Pecado de amor           | Venevisión |                     |                     |
| 1995             | Amores de fin de siglo   | RCTV       | Él mismo            | Invitado especiakl  |
| 1996-1997        | Volver a vivir           | RCTV       |                     |                     |
| 1997-1998        | A todo corazón           | Venevisión | Oscar Donatelli Jr. |                     |
| 1999             | Mujercitas               | Venevisión |                     |                     |
| 2000             | Mariú                    | RCTV       |                     |                     |
| 2000             | Angélica Pecado          | RCTV       | Chofer de grúa      |                     |
| 2001             | Carissima                | RCTV       |                     |                     |
| 2002             | Mambo y canela           | Venevisión | Casimiro            |                     |
| 2005-2010        | Portada's                | Venevisión | Él mismo            | Presentador         |
| 2005-10, 2010-15 | Super Sábado Sensacional | Venevisión | Él mismo            | Coanimador Animador |
| 2008-2009        | El Poder de Ganar        | Venevisión | Él mismo            | Presentador         |
| 2008-2009        | La vida entera           | Venevisión |                     |                     |
| 2009             | Los misterios del amor   | Venevisión | Él mismo            | Presentador         |
| 2020             | Amores de cuarentena     | Telemicro  |                     |                     |
| 2024-presente    | Estrellas de la cocina   | Televen    | Él mismo            | Presentador         |